# 柠檬酸氢镁
柠檬酸氢镁，又名枸橼酸氢镁，是镁原子和柠檬酸分子按1:1比例制成的镁盐制剂。该制剂的镁重量百分比为11.33%。柠檬酸氢镁无需处方即可获得，既有通用名药，也有各种品牌名称。它也可以制成片剂，作为镁的膳食补充剂。作为食品添加剂，柠檬酸氢镁用于调节酸度，其E编码为E345。

## 作用机理
柠檬酸氢镁的作用原理是通过一种名为渗透作用的机制，将水分吸收到组织中。一旦进入肠道，它就能吸收足够的水分，从而促进排便。额外的水分会刺激肠道蠕动。这意味着它也可以用于治疗直肠和结肠疾病。空腹服用柠檬酸氢镁效果最佳，服用后应饮用一杯水（250毫升）或果汁，以帮助抵消水分流失并促进吸收。柠檬酸氢镁溶液通常在半小时到三小时内促使排便。

## 用法和剂量
根据美國國立衛生研究院（NIH）的数据，成人每日补充镁元素的最大耐受上限（UTL）为350毫克。

### 泻药
柠檬酸氢镁可用作泻药。不建议两岁及以下的儿童和婴儿使用该药物
。

### 镁缺乏症治疗
虽然不太常见，但柠檬酸盐形式的镁补充剂有时也会被使用，因为它被认为比其他常见的片剂形式镁补充剂（比如氧化镁）的生物利用度更高。但一项研究发现，葡萄糖酸镁的生物利用度甚至略高于柠檬酸氢镁。
柠檬酸钾镁（化学式C12H10K4MgO14）作为片剂形式的补充剂，对预防肾结石有效。

## 副作用
柠檬酸氢镁通常不是一种有害物质，但如果服用后怀疑或出现任何不良健康问题，应谨慎咨询医疗保健专业人员。极度过量服用镁会导致严重併發症，比如心跳过缓、低血压、恶心、嗜睡等。如果足够严重，甚至可能导致昏迷或死亡。

## 名称
英文"Magnesium citrate"是模糊的名称，它通常指柠檬酸氢镁（化学式MgHC6H5O7），有时也可能指其他盐，比如柠檬酸二氢镁（化学式Mg(H2C6H5O7)2）、柠檬酸镁（化学式Mg3(C6H5O7)2）或由以上两种或三种镁和柠檬酸组成的盐的混合物。